# 都城隊
都城隊（みやこのじょうたい）は西南戦争において編成された党薩隊のひとつである。

## 概要
西南戦争における西郷私学校党ならびに党薩隊の編成にあたり、薩摩藩の影響下の強い旧佐土原藩の士族からなる佐土原隊と同様、薩摩藩大身分の都城島津氏が治めていた都城にも薩軍への出兵要請が届いていた。
当時の都城は薩摩藩の私領としては最大であり、比較的多くの郷士を含む武士階級を有していたこともあって、編成のはじめには約200名程が募り、最終的には約1,556名の兵力となっていた。
田原坂の戦いが最高潮に達していた3月12日に熊本に到着し、熊本城包囲戦に参加。安政橋方面の守備を担っていた。官軍の衝背軍上陸の報が入ると、小川、松橋、隈庄、御船などを転戦した。南田代方面での戦闘では官軍の猛攻を凌ぎ、敗走させる功績を上げている。
熊本城撤退後は阿多荘五郎率いる薩軍の『干城隊』に編入された。その後、同志が投降していく中、城山の戦いまで西郷隆盛らと運命を共にした者達もいたといわれる。

## 備考
- 兵站監督 - 禰寝重邦
- 一番小隊長 - 龍岡資時
- 二番小隊長 - 東胤正（城山において戦死）

## 史跡・遺構など

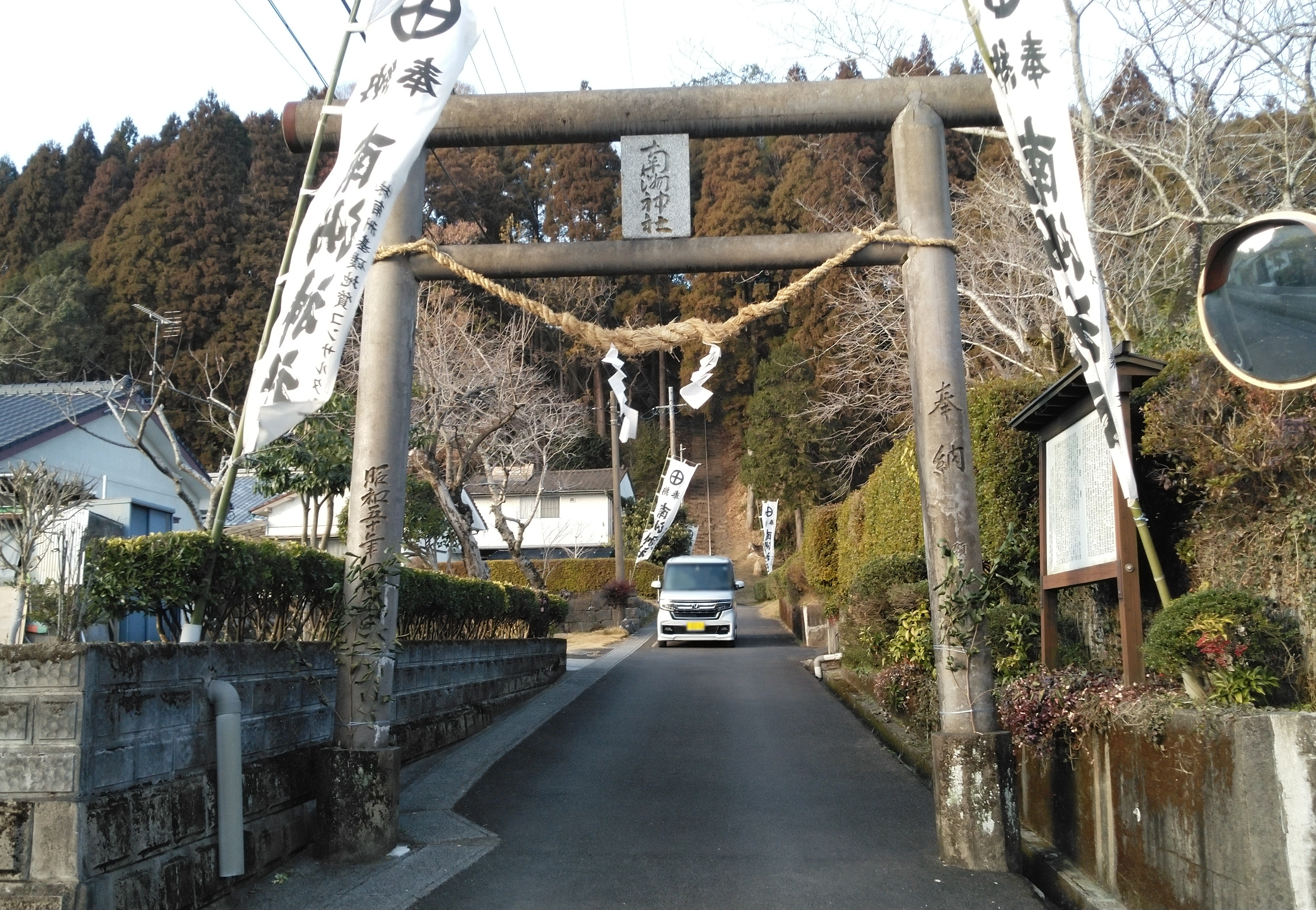
都城市庄内町の南洲神社分社

- 都城招魂塚 ― 134名の戦没者を祀る都城市前田町にある招魂塚。生存者、遺族が協力して建立し、明治13年に慰霊祭が開かれた。正面の碑名は西郷と親交があった川口雪篷の筆跡であり、明治14年に建立された勝海舟の石碑も残されている。
- 神柱宮 ― 都城市小松原町にある神社。招魂社跡の慰霊碑が複数あり、その中に戊辰之役の招魂碑があり、台湾出兵、佐賀の乱、神風連の乱、そして、西南戦争の戦没者が祀られており、こちらは政府軍側の招魂碑である。
- 宇賀神社 ― 都城市高崎町前田にある神社。薩軍として従軍し戦死した兵士の招魂碑が存在する。
- 月山日和城 ― 都城市高城町にある月山日和城。高城町から薩軍として従軍し戦死した兵士の招魂碑が存在する。
- 南洲神社 ― 都城市庄内町にある南洲神社分社。西郷の遺徳と西南の役で戦没した庄内郷出身者56名を祀った慰霊碑が存在する。